# OR1J1
OR1J1 (англ. Olfactory receptor family 1 subfamily J member 1) – білок, який кодується однойменним геном, розташованим у людей на короткому плечі 9-ї хромосоми. Довжина поліпептидного ланцюга білка становить 322 амінокислот, а молекулярна маса — 35 493.
| 10         |  | 20         |  | 30         |  | 40         |  | 50         |
| ---------- |  | ---------- |  | ---------- |  | ---------- |  | ---------- |
| MSPENQSSVS |  | EFLLLGLPIR |  | PEQQAVFFAL |  | FLGMYLTTVL |  | GNLLIMLLIQ |
| LDSHLHTPMY |  | FFLSHLALTD |  | ISFSSVTVPK |  | MLMNMQTQHL |  | AVFYKGCISQ |
| TYFFIFFADL |  | DSFLITSMAY |  | DRYVAICHPL |  | HYATIMTQSQ |  | CVMLVAGSWV |
| IACACALLHT |  | LLLAQLSFCA |  | DHIIPHYFCD |  | LGALLKLSCS |  | DTSLNQLAIF |
| TAALTAIMLP |  | FLCILVSYGH |  | IGVTILQIPS |  | TKGICKALST |  | CGSHLSVVTI |
| YYRTIIGLYF |  | LPPSSNTNDK |  | NIIASVIYTA |  | VTPMLNPFIY |  | SLRNKDIKGA |
| LRKLLSRSGA |  | VAHACNLNTL |  | GG         |  |            |  |            |

A: Аланін

C: Цистеїн

D: Аспарагінова кислота

E: Глутамінова кислота

F: Фенілаланін

G: Гліцин

H: Гістидин

I: Ізолейцин

K: Лізин

L: Лейцин

M: Метіонін

N: Аспарагін

P: Пролін

Q: Глутамін

R: Аргінін

S: Серин

T: Треонін

V: Валін

W: Триптофан

Кодований геном білок за функціями належить до рецепторів, g-білокспряжених рецепторів, білків внутрішньоклітинного сигналінгу. 
Локалізований у клітинній мембрані.